# Mangeldiät
Eine Mangeldiät ist ein Ernährungsplan, der zu einer Unterversorgung des Körpers mit Nährstoffen, Vitaminen, Mineralstoffen oder Spurenelementen führt. Die Bezeichnung hat nichts mit der Energiezufuhr zu tun. Eine dauerhaft zu niedrige Energiezufuhr wird als Unterernährung bezeichnet.
Mangeldiäten können einen Abbau der Muskel- und Nervensubstanz zur Folge haben.
Eine klassische Mangeldiät ist die Null-Diät, aber auch manche Gewichtsreduktionsdiäten sind einseitig und führen in Bezug auf bestimmte Nahrungsbestandteile zu einer langfristig potenziell gesundheitsschädlichen Unterversorgung.